# Oikofobie
Oikofobie nebo ekofobie je termín používaný v psychiatrii a v politice. Rudolf Kohoutek ji definoval jako averzi až nenávist vůči vlastnímu domovu, vlasti, národní kultuře a vlastní společnosti.
V psychiatrii oikofobie označuje fobii z domova nebo domácího příslušenství. Slovo je odvozeno do řeckého slova oikos s významem „domácnost“, „dům“ nebo „rodina“ a phobia s významem „strach neodpovídající skutečné hrozbě“.
V roce 1808 použil básník a esejista Robert Southey k popisu touhy (zejména Angličanů) opustit domov a cestovat. Ve stejném významu slovo poté používali i další spisovatelé 19. století.[zdroj?]
Ve své knize z roku 2004 použil toto slovo britský konzervativní filozof Roger Scruton s významem „odmítnutí dědictví a domova“. Píše, že jde o „fázi, kterou normálně prochází duše adolescenta“, ale že jde také o vlastnost některých, typicky levicových, politických podnětů a ideologií zejména na amerických univerzitách pod záštitou politické korektnosti. Oikofobie pak vede k paradoxnímu postoji, že jakákoli opozice proti náboženské a kulturní tradici Západu musí být podporována, i když je výrazně parochiální, netolerantní, patriarchální a etnocentrická.
Oikofobie je podle Scrutona protipólem oikofilie, lásky k domovu.
Scrutonovo pojetí následně proniklo do české politické publicistiky.